# Казимир Бізімунгу
Доктор Казимир Бізімунгу (1951 , Руанда ) — колишній руандський політик. Міністр закордонних справ Руанди.

## Життєпис
Народився у 1951 році. Доктор наук і магістр ряду американських університетів.
До липня 1994 року він мав кілька портфелів уряду Жувеналь Габ'ярімана. З 1989 по 1992 рік він був міністром закордонних справ, а з 9 квітня по 14 липня 1994 року, під час геноциду в Руанді, був міністром охорони здоров'я у тимчасовому уряді.
Міжнародний кримінальний трибунал щодо Руанди (МКТР) висунув обвинувальний акт проти нього та трьох інших міністрів, звинувативши їх у змові в геноциді, прямому та громадському підбурюванні до геноциду та злочинах проти людства.
Бізімунгу був заарештований 11 лютого 1999 року в його будинку в Хурлінгемі, поблизу Найробі, Кенія. 23 лютого 1999 року він був переданий під варту МКТР. Суд над МТРР в Аруші (Танзанія) розпочався 6 листопада 2003 року. Бізімунгу судили разом з кількома іншими колишніми урядовими міністрами: Джероном Бікамумпака (міністр закордонних справ), Джастіном Мугензі (міністром торгівлі) та Проспером Мугіранеза (міністром державної служби).
30 вересня 2011 року Казимир Бізімунгу був виправданий, з нього було знято усі обвинувачення у Міжнародному кримінальному трибуналі по Руанді та негайно був звільнений з-під варти.